# Isabelle Antena
Isabelle Powaga (Parijs, 28 mei 1960), beter bekend als Isabelle Antena, is een Franse zangeres die easy-listeningjazz met electro-Brazil vermengt. Haar nummers zijn zowel Frans- als Engelstalig.

## Biografie

### Jeugd
Isabelle groeide op in Parijs en schreef al op vijfjarige leeftijd een songtekst over een middeleeuwse prins die voor zijn prinses sterft. Ze ging op muziekles en leerde klarinet en gitaar (zowel akoestisch als elektrisch) spelen. Op haar achttiende verruilde ze dat laatste instrument voor een keyboard. De muzikale aspiraties gingen echter in de ijskast toen Isabella naar Londen vertrok om als au pair te werken bij het gezin van Yes-toetsenist Rick Wakeman. Ze leerde er vloeiend Engels spreken en kwam tot de conclusie dat men wel degelijk van muziek kan leven.

### Antena
Terug in Parijs richtte ze de band Antena op (naar een nummer van Kraftwerk). De band tekende een contract bij het Belgische label Les Disques du Crépuscule. In 1982 verscheen de single Boy from Ipanema, geproduceerd door John Foxx. Antena verhuisde naar Brussel en nam met producer Giles Martin en een beperkt budget het mini-album Camino del Sol op.

### Solocarrière

#### 1983-1989
Toen Antena in 1983 uiteenviel ging Isabelle in haar eentje verder met de groepsnaam. Ze tekende een contract bij Mercury en werkte in Engeland met gerenommeerde sessiemuzikanten aan haar solodebuut. En Cavale was twee jaar later af maar Mercury keurde het af omdat het of te Frans was of niet commercieel genoeg. Isabelle keerde terug naar Crépuscule en scoorde een hit met het nummer Seaside.
In 1986 verscheen Hoping for Love, dat Isabelle zelf had geschreven, geproduceerd en gearrangeerd. Met dit album brak ze door in Japan. De single Le poisson des Mers du Sud werd later verkozen tot een van de 100 beste Belgische nummers uit de 20e eeuw.
Isabelle werd moeder van een zoon (Achilles) en een dochter (Penelope), en toerde de wereld rond. Eind 1987 bracht ze haar derde album uit (Tous mes caprices) met de single Romancia del Amor. In 1989 verschenen twee opvolgers: De l'Amour Et Des Hommes Vol. 1 en Intemporeile.

#### 1991-1999
Isabelle begon een relatie met Vaya Con Dios-bassist Dirk Schoufs, die speciaal voor haar genoemde band verliet en drummer Marco de Meersman meenam voor de opname van Les Derniers Guerriers Romantiques dat begin 1991 uitkwam en waarop het nummer Aquarius is gecoverd. Toen Dirk Schoufs op 24 mei 1991 overleed werd het album aan hem opgedragen. Isabelle Antena liet de geplande tournee wel doorgaan.
In 1992 herenigde ze zich met Giles Martin voor de opname van Carpe Diem (met o.a. Le Syndrome du Peter Pan en No Puedo sin Ti) en werd daarbij voorgesteld aan Denis Moulin. Met die laatste zette ze het label Harlem Moon (1993-1997, een sub-label van Crépuscule) op en kreeg ze twee kinderen (dochter Agatha en zoon Elliot).
Tussen het remix-album More Acid than Jazz (1993) en A la Belle Etoile (1995) dook Isabelle de studio in met haar zussen. De nummers die ze opnam werden uitgeberacht onder de naam The Powaga Sisters. De jaren 90 werden afgesloten met Mediterranean Songs (1997) en, tien jaar na het verschijnen van deel 1, De l'Amour Et Des Hommes Vol. 2 (1999).

#### 2001-heden
In 2001 verscheen Take me to Paradise waarop veel britpop-invloeden te horen zijn. Ter gelegenheid van 20 jaar Isabelle Antena werd er in 2003 teruggeblikt met L'Alphabet du Plaisir; de laatste vier nummers daarop zijn opgenomen tijdens de Japanse tournee van 1991.
In maart 2004 reisde Isabelle naar Washington DC af om een nummer op te nemen met Thievery Corporation.
In 2005 bracht Isabelle Easy Does It uit met bijgevoegde remixen (Issy Does It). Een jaar later verscheen er een reünie-album van Antena (Toujours du Soleil) dat echter in een afwijkende bezetting is opgenomen met o.a. de negentienjarige dochter Penelope.
In 2010 verscheen Bossa Super Nova.
In 2019 verscheen het nummer Bossa Hey dat Antena opnam met de Amerikaanse dj/producer Ursula 1000.

## Discografie
- Camino Del Sol (1982)
- En cavale (1984)
- Hoping for love (1986)
- On A Warm Summer Night/Tous Mes Caprices (1987)
- Intemporelle (1988)
- De L'Amour Et Des Hommes vol1 (1989)
- Les Derniers Guerriers Romantiques (1990)
- Carpe diem (1992)
- More acid than jazz/Plus Acid Que Jazz (1994)
- A La Belle Etoile (1996)
- Mediterranean Songs (1998)
- De L'Amour Et Des Hommes vol2 (1999)
- Pause Café (2002)
- Easy does it (2005)
- Issy does it (2005) (Remixes: Nicolas Conte, Thievery Corporation, Buscemi...)
- Toujours au soleil (2006)
- Camino del sol Versions Speciales (2007)
- Sous influences (2007)
- French Riviera (2008) (Kyoto Jazz Massive, Jazztronik, Tatsuo Sunaga)
- Bossa Super Nova (2010)
- Bossa Hey (2019)